# Желобковая керамика
Желобковая керамика, или керамика с желобковым венчиком, — характерная особенность большинства культур Великобритании эпохи неолита. Желобок вдоль венчика (верхнего края) керамической погребальной урны был характерен для нескольких, по-видимому, неродственных культур, объединённых общим термином «люди желобковой керамики» (grooved ware people). Относится к докельтскому периоду истории Шотландии, фаза Папа-Уэстрей, около 3700-2800 гг. до н. э.

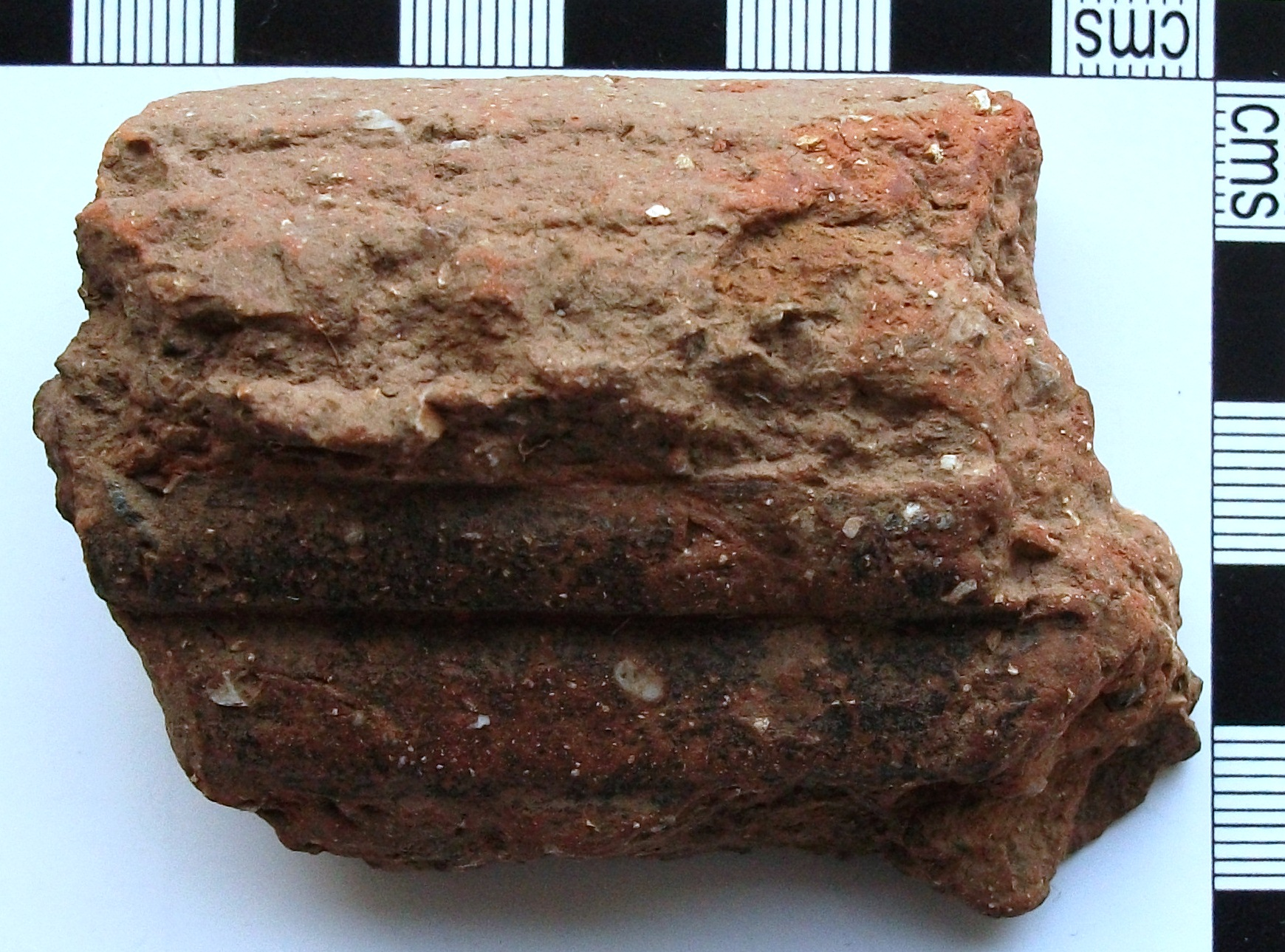
Осколок края большой рифленой корнуоллской урны.

Ранее создатели желобковой керамики рассматривались как единая Риньо-Клэктонская археологическая культура.
Характерной формой этого стиля является плоскодонный горшок с прямыми, кверху наклоненными наружу и рифлеными сверху сторонами. Вероятны также иные варианты желобковой керамики, например со сложными геометрическими декорациями или аппликациями в виде полос. Последний вариант может являться скевоморфизмом от корзиноплетения.
Согласно одной из гипотез, такая традиция могла получить распространение по торговым путям по западному побережью Британии, однако несмотря на сходство в керамике, в различных регионах сохранялись различные традиции. Находки в нескольких ранних хенджах (Мейбург, Круг Бродгара, Арбор-Лоу) дают основания предположить, что в течение неолита и бронзового века на данном побережье существовали свои торговые точки. Эти данные, возможно, объясняют, как камбрийские каменные топоры попали на Оркнейские острова.
На Оркнейских островах возникла разновидность желобковой керамики — керамика Анстен, образцы которой обнаружены, например, в Анстене и Нэп-оф-Хауар. Люди, использовавшие анстеновскую керамику, имели совершенно иную погребальную практику, однако продолжали сосуществовать со своими соседями, принадлежавшими к культуре (культурам) желобковой керамики. В этом регионе возникло несколько гибридных камерных каирнов, содержащих характеристики как гробниц типа Мейсхау, так и типа Кромарти.